# Два прокурора
«Два прокуро́ра» — русскоязычный драматический фильм режиссёра Сергея Лозницы. Экранизация одноимённой повести харьковского физика, узника ГУЛАГа Георгия Демидова. Премьера фильма состоялась 14 мая 2025 года, в основной конкурсной программе 78-го Каннского кинофестиваля.

## Сюжет
В 1937 году в Брянске, в тюрьме были сожжены тысячи писем, которые были написаны заключёнными, оказавшихся жертвами ложных обвинений. Одно из писем ускользает от огня и попадает в дом Александра Корнева, местного прокурора. Недавно назначенный на свою должность, молодой юрист изо всех сил пытается связаться с автором письма. Вскоре Корнев обнаруживает, что заключённый стал жертвой коррумпированных сотрудников Народного Комиссариата внутренних дел (НКВД). Став свидетелем этих злоупотреблений, он едет в Москву, чтобы обратиться к Генеральному прокурору СССР Андрею Вышинскому. Однако неутолимая жажда справедливости приводит Корнева к собственной гибели.

## В ролях
- Александр Кузнецов — Александр Корнев
- Александр Филиппенко — Степняк / инвалид
- Анатолий Белый — Андрей Вышинский
- Андрис Кейш
- Витаутас Канюшонис — начальник лагеря
- Валентин Новопольский
- Дмитрий Денисюк

## Съёмочная группа
- Автор сценария — Сергей Лозница
- Режиссёр-постановщик — Сергей Лозница
- Оператор-постановщик — Олег Муту

## Награды и номинации
- 2025 — 78-й Каннский кинофестиваль — Приз Франсуа Шале[3]